# ریوجی نویوری
ریوجی نویوری (به انگلیسی: Ryōji Noyori) شیمی‌دان ژاپنی که همراه با ویلیام نولز به خاطر دستاوردهایشان در زمینه هیدروژن‌دار کردن کاتالیزوری نامتقارن، به صورت مشترک برنده نیمی از جایزه نوبل شیمی سال ۲۰۰۱ را از آن خود نماید. نیمه دیگر جایزه نوبل آن سال، به بری شارپلس، به خاطر واکنش اکسایشی موسوم به شارپلس اختصاص داده شد.

## زندگی‌نامه
او در کوبهٔ ژاپن متولد شد و از ۱۲ سالگی پس از شنیدن یک سخنرانی دربارهٔ ویژگی‌های نایلون به شیمی علاقه‌مند شد. او برتری شیمی را در قدرت فوق‌العاده آن در تبدیل مواد بی اهمیت به مواد با ارزش و سودمند می‌دانست. او مطالعه شیمی را در دانشگاه کیوتو آغاز کرد و نهایتاً پست‌دکترای خود را در دانشگاه هاروارد گذراند. پس از آن با عنوان استاد تمام به دانشگاه ناگیا آمد. سپس ریاست موسسه پژوهشی ملی RIKEN را با بودجه سالانه ۸۰۰ میلیون دلار به عهده گرفت. از سال ۲۰۰۰ به بعد او چند دکترای افتخاری از دانشگاه‌های مختلف دریافت کرده‌است.

## تحصیلات
به جز یک دورهٔ کوتاه انتهای جنگ جهانی دوم، در یک دبستان وابسته به دانشگاه کوبه مشغول به تحصیل شد. سپس وارد دبیرستان نادا شد. پدر او مسئول پژوهشی یک شرکت شیمیایی بود و همین تأثیر قابل توجهی در علاقه‌مندی او به شیمی داشت. هنگامی که به مدرسهٔ راهنمایی می‌رفت همراه پدرش در یک کنفرانس علمی عمومی با موضوع نایلون شرکت کرد و علاقه‌اش به شیمی شکل تازه‌تری پیدا کرد. او در زندگی‌نامه خودنوشتش که در وبگاه نوبل قرار دارد می‌نویسد:
در سال‌های بعد از جنگ جهانی، ژاپن وضعیت بدی داشت و بیشتر مردم فقیر و گرسنه بودند. در همان زمان اینکه بتوانم یک شیمی‌دان بزرگ شوم تا با اکتشاف به جامعه کمک کنم برایم یک رویای بزرگ بود.

## سمت‌های اجرایی
- مربی در دانشگاه کیوتو (۱۹۶۸-۱۹۶۳)
- استادیار در دانشگاه ناگویا (۱۹۷۲-۱۹۶۸)
- استاد در دانشگاه ناگویا از ۱۹۷۲ تا هم‌اکنون
- رئیس مرکز تجهیزاتی شیمی (۱۹۹۱-۱۹۷۹)
- رئیس دانشکده علوم (۱۹۹۹-۱۹۹۷)
- رئیس مرکز پژوهشی علوم مواد از ۲۰۰۰ تا هم اکنون
- مشاور وزیر علوم (۱۹۹۶-۱۹۹۲)

## زمینه پژوهشی
نویوری علاقه خاصی به کاتالیز و شیمی سبز دارد.